# Gabriel Grotti
Fray Gabriel Grotti (19 de abril de 1837-14 de diciembre de 1914) fue un sacerdote franciscano nacido en Italia, que al llegar al Chaco cumplió el importante papel de ser el primer cura párroco de la naciente Resistencia.

## Biografía
Nació el 19 de abril de 1837 en Italia
Fray Gabriel Grotti llegó a Corrientes en 1861 con el Padre Agustín Bortacca. Perteneció a la Segunda Misión de San Carlos del Colegio de la Merced.
Fue el primer sacerdote franciscano que actuó esporádicamente en 1875, en la naciente Resistencia. El Superior del Convento de la Merced de Corrientes autorizó al reverendo padre Grotti a realizar misión en la nueva colonia, a pedido de los inmigrantes friulanos radicados desde 1878; por tal motivo, el 19 de julio de 1879, el sacerdote fue trasladado al Puerto San Fernando en el vapor “Resguardo”. Al día siguiente, 20 de julio, ofició la Santa Misa. La permanencia del Padre Grotti se prolongó por diez días más, para atender a los fieles con otras misas y dar los distintos sacramentos (bautismo, confesión, comunión, matrimonio).
Su labor se desarrolló durante los fines de semana por espacio de varios años consecutivos. Desde septiembre de 1882, fue designado como Misionero delegado en forma estable.
Inició sus trabajos misioneros en un galpón de la Comandancia Militar; pero a consecuencia de los ruidos y gritos molestos de los soldados, se trasladó a la casaquinta del Coronel Ávalos.
En 1882, comenzó a celebrar Misa también en la Capilla de San Buenaventura del Monte Alto, reconstruida por los colonos, y en el Palmar. Conoció la reducción de San Buenaventura del Monte Alto desde su nacimiento. Dejó amplias y valederas “memorias” para la historia de esta reducción.
En 1883, se agregó una nueva capilla y cementerio en Colonia Popular, donde el Padre Grotti llegaba con su misión.
El 16 de abril de 1883, el Capellán de la Gobernación, Fray Gabriel Grotti, frente a la tropa de expedición a cargo del Coronel Francisco B. Bosch, formada y lista para la marcha, celebró la Misa de Campaña. Se imploró la protección de Dios sobre los que iban a internarse en el “temido desierto”.
Después de unos años, le correspondió misionar Formosa.
El 3 de enero de 1898, integró el Concejo Municipal de esta localidad por elección del pueblo.
El 19 de diciembre de 1898, las autoridades eclesiásticas lo designaron cura párroco interino de Formosa.
En 1900, fue nombrado cura vicario de Formosa. Desarrolló en este lugar una activa labor religiosa, social y cultural. Proyectó e hizo realidad, con Santiago Cavenago, el primer hospital de esa ciudad.